# Бардорф
Бардорф (њем. Bahrdorf) општина је у њемачкој савезној држави Доња Саксонија. Једно је од 26 општинских средишта округа Хелмштет. Према процјени из 2010. у општини је живјело 2.009 становника. Посједује регионалну шифру (AGS) 3154001.

## Географски и демографски подаци
Бардорф се налази у савезној држави Доња Саксонија у округу Хелмштет. Општина се налази на надморској висини од 77 метара. Површина општине износи 40,6 km². У самом мјесту је, према процјени из 2010. године, живјело 2.009 становника. Просјечна густина становништва износи 49 становника/km².